# Біар (Аліканте)
Біар (валенс. Biar, ісп. Biar) — муніципалітет в Іспанії, у складі автономної спільноти Валенсія, у провінції Аліканте. Населення — 3703 особи (2010).

## Географія
Муніципалітет розташований на відстані близько 320 км на південний схід від Мадрида, 40 км на північний захід від Аліканте.

## Демографія
Динаміка населення (INE ):

## Галерея зображень

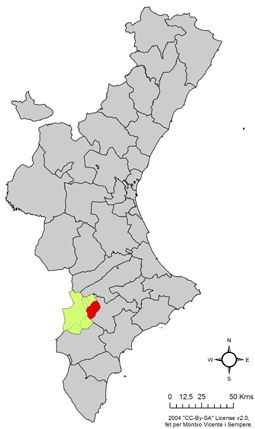
Розташування муніципалітету Біар у автономній спільноті Валенсія
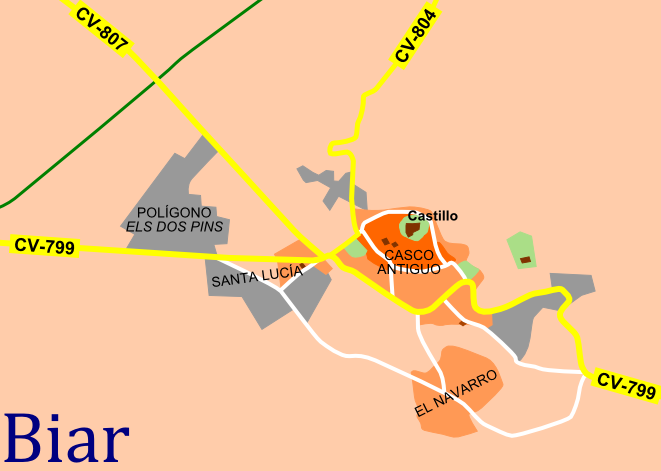
План міста
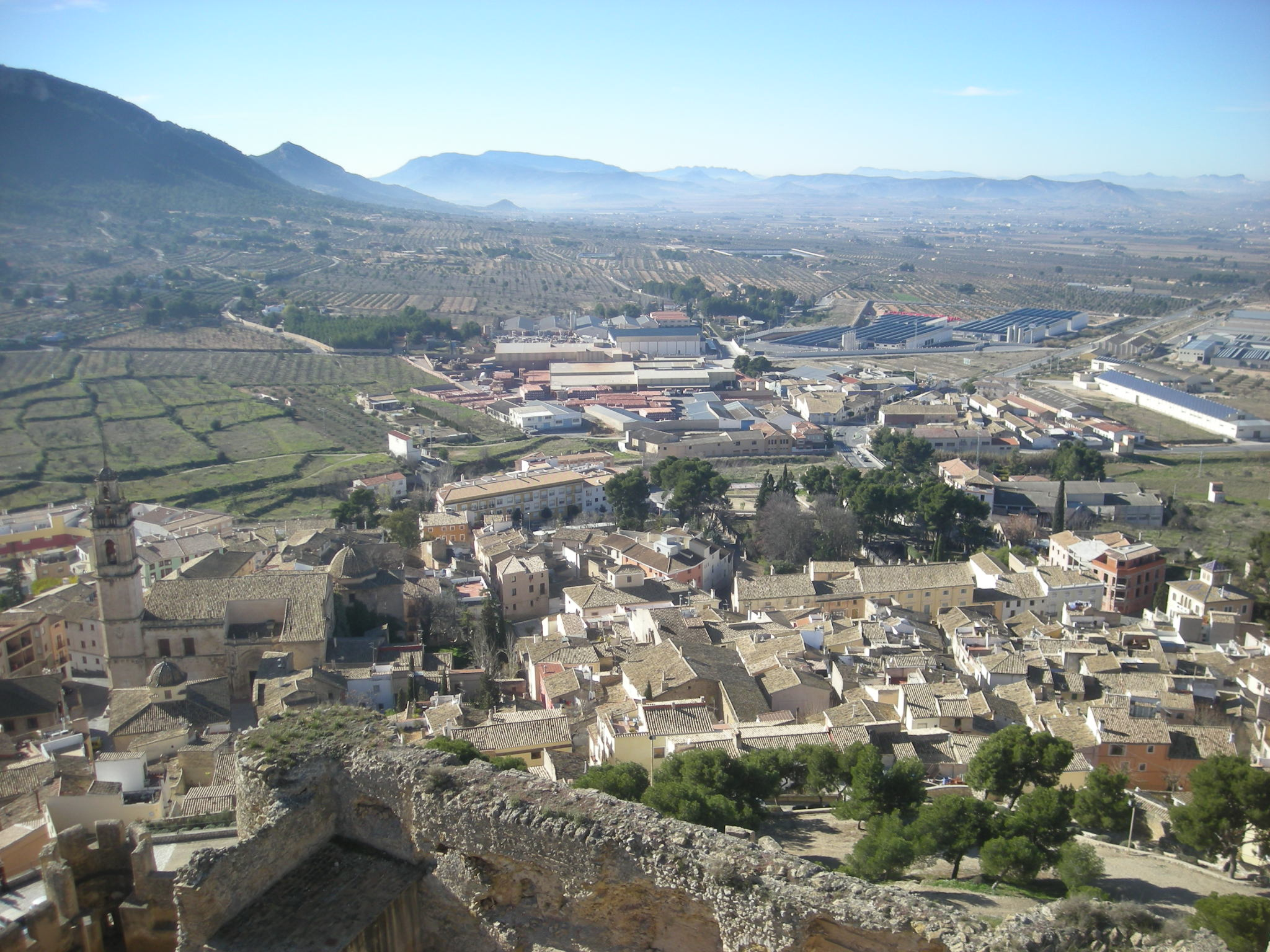
Біар, вид з вежі замку
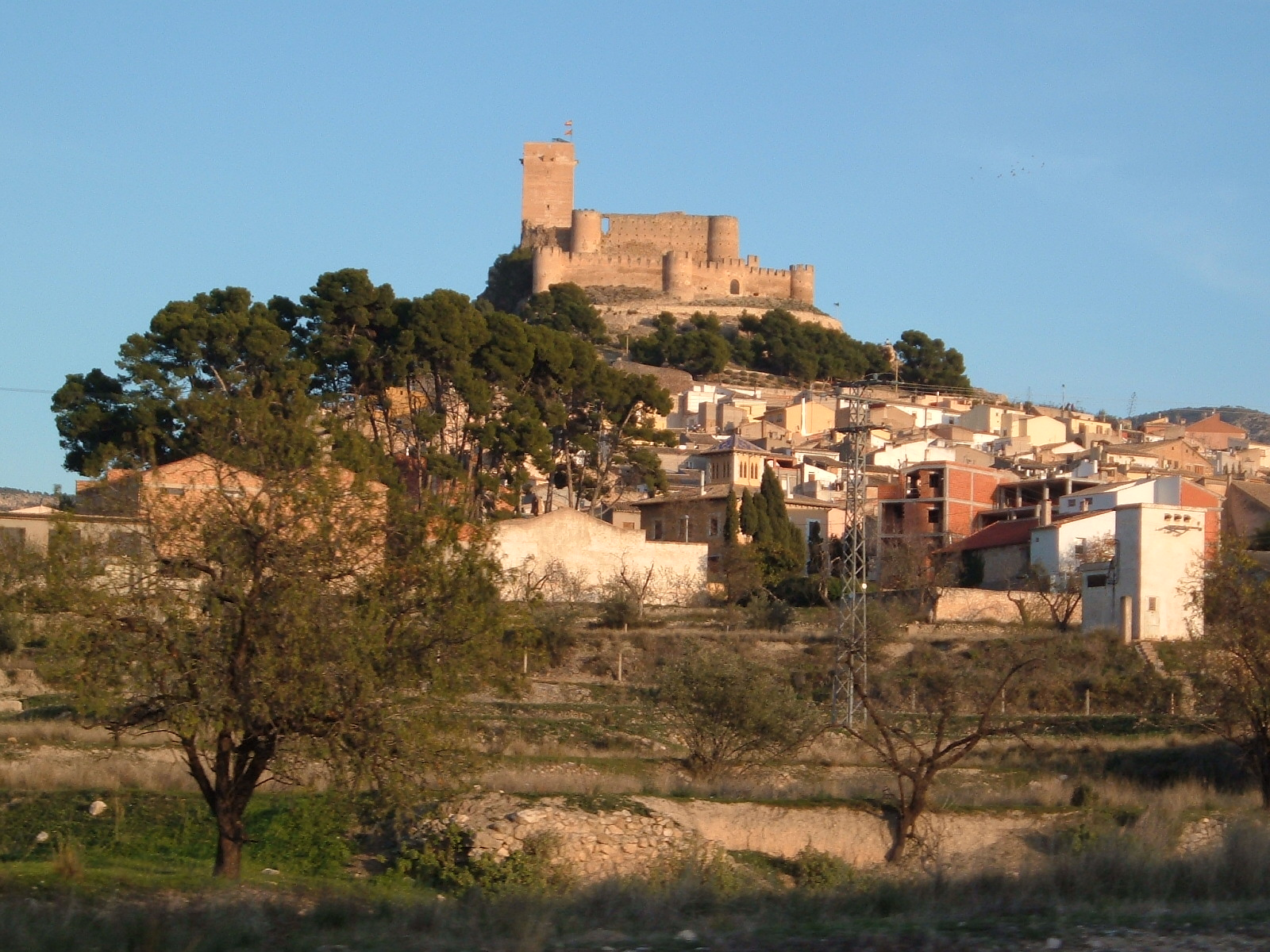
Замок у Біарі
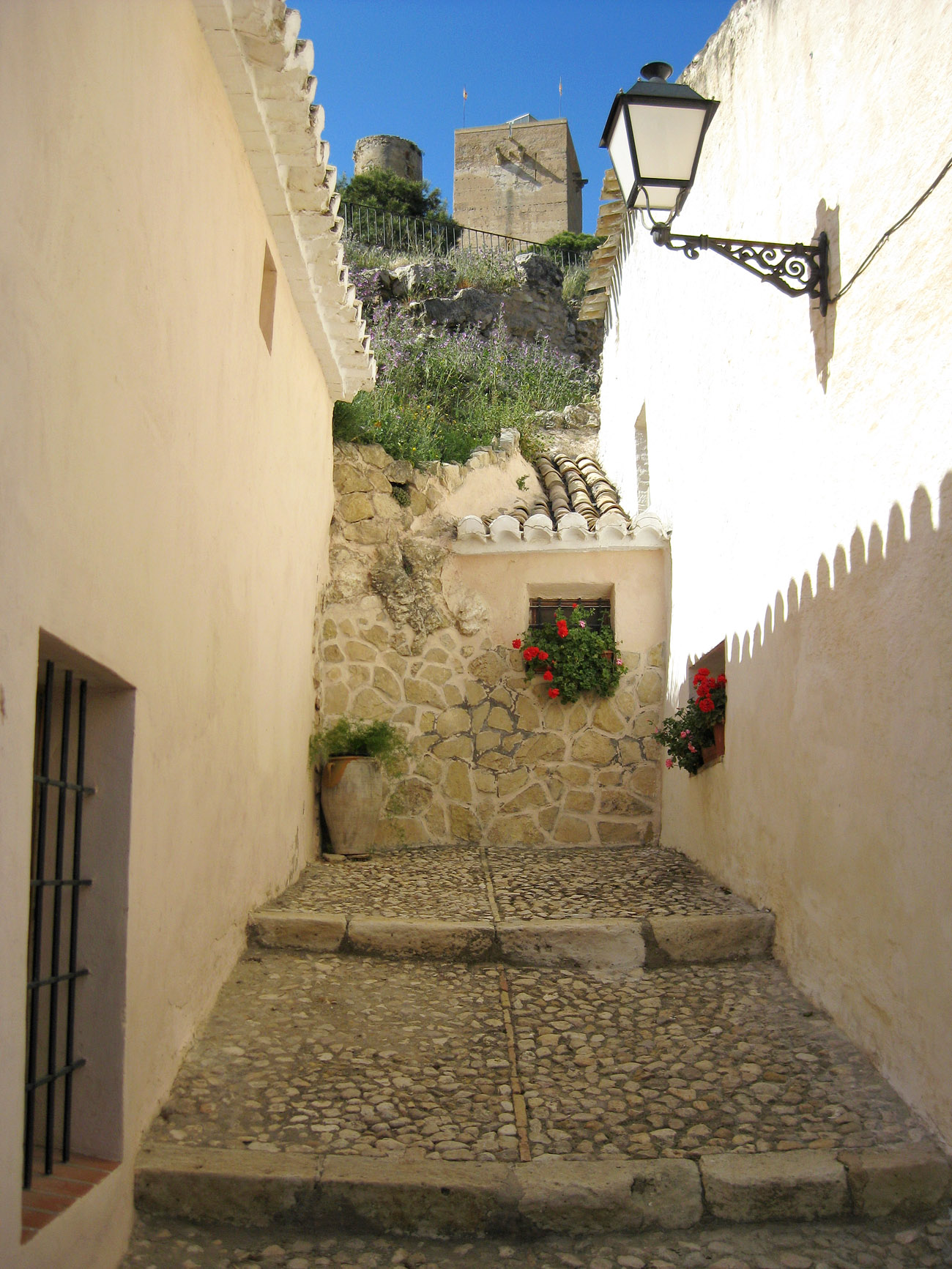
Вуличка біля замку
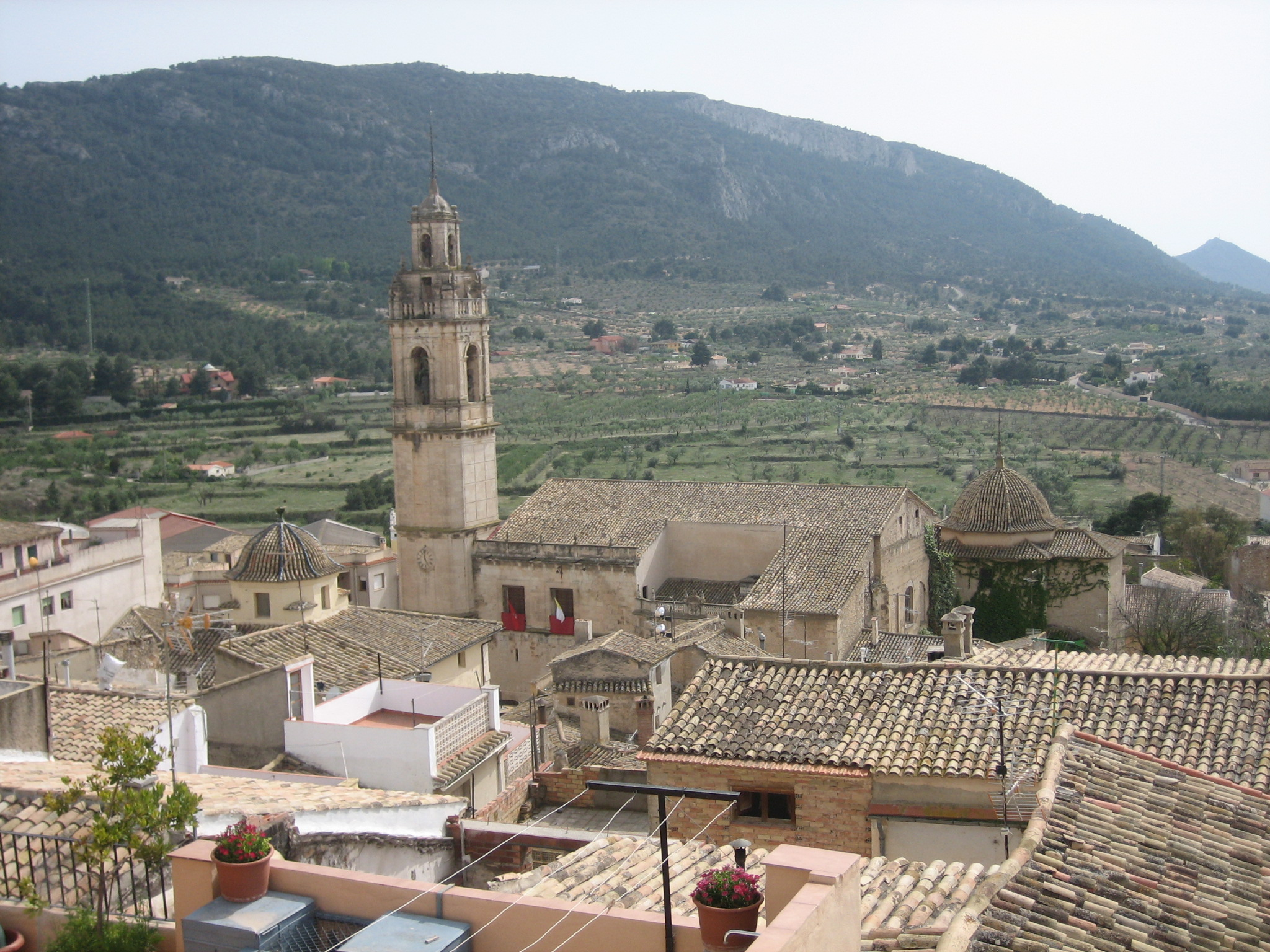
Стара частина міста і церква Ла-Асунсьйон